# Westhausen, Baden-Württember
Westhausen är en kommun och ort i Ostalbkreis i regionen Ostwürttemberg i Regierungsbezirk Stuttgart i förbundslandet Baden-Württemberg i Tyskland.
Kommunen ingår i kommunalförbundet Kapfenburg tillsammans med staden Lauchheim.